# Hemeroblemma dolosina
Hemeroblemma dolosina is een vlinder uit de familie van de spinneruilen (Erebidae). De wetenschappelijke naam van de soort is voor het eerst geldig gepubliceerd in 1940 door Draudt & Gaede.